# Thomas Gruber (Politiker)
Thomas Gruber (bl. 1918/1919) war ein deutscher Soldat und Politiker.
Gruber war von November 1918 und Januar 1919 Mitglied des Provisorischen Nationalrats von Bayern. Er vertrat das III. Armeekorps als Landessoldatenrat und war als Soldat zu diesem Zeitpunkt in Grafenwöhr stationiert.